# Islas Wollaston
Las islas Wollaston son un pequeño grupo de islas del gran archipiélago de Tierra del Fuego, localizado en el extremo sur de Chile. Administrativamente, pertenecen a la comuna de Cabo de Hornos, en la Provincia Antártica Chilena, a su vez parte integrante de la XII Región de Magallanes y de la Antártica Chilena. Están inmediatamente al norte del cabo de Hornos, en el paso de Drake, y al suroeste de las islas Picton, Lennox y Nueva. Están dentro del parque nacional Cabo de Hornos.
El grupo de islas incluye:
- isla Wollaston, la isla principal y que ocupa la posición central en el grupo y que le da nombre. Es la mayor, de contorno muy irregular y la más elevada: en la parte norte, se alza una cumbre de unos 580 m; el lado suroeste de la isla es recorrido por una cadena de cerros de entre 420 m y 670 m y en la que se halla el monte Hyde de 670 m.
- isla Freycinet, al sureste;
- isla Bayly, al noreste. Aquí se estableció, bajo soberanía chilena, la misión anglicana de aborígenes yámanas llamada «Bayly», desde 1888 hasta 1892.
- isla Grevy, la situada más al noreste.
- varios islotes, como Doedalus, del Cabo, Surgidero, Nutria, Leones Marinos, Medio, etc.

Estas islas están situadas justo al norte de las islas Hermite, separadas por el canal Franklin, siendo a veces difícil distinguirlas debido a su proximidad. Están separadas de la isla Navarino, al oeste, por las aguas de la bahía Nassau.

## Historia
Parece que estas islas fueron nombradas por el navegante británico Henry Foster (1796-1831) entre 1829 y 1831 en honor al científico británico William Hyde Wollaston (1766-1828). El nombre aborigen de las islas era Yachkusín, que significa, «el lugar de las islas».
En el año 1888 el reverendo anglicano Edwin C. Aspinall hizo la petición al gobierno chileno de tierras en el archipiélago fueguino, por lo cual le fue otorgado por 10 años el derecho de uso de la isla Bayly, una de las cuatro de este archipiélago de las Wollaston pero en el año 1892 la misión anglicana de yámanas llamada «Bayly» tuvo que ser trasladada a la bahía Tekenika (o Allen Gardiner) de la isla Hoste, debido al clima inhóspito del lugar.
La isla Freycinet fue reclamada por Argentina como parte del conflicto del Beagle hasta la resolución de la disputa en 1984 con la firma del Tratado de Paz y Amistad.